# 9924 Corrigan
A 9924 Corrigan (ideiglenes jelöléssel (9924) 1981 EM24) a Naprendszer kisbolygóövében található aszteroida. Schelte J. Bus fedezte fel 1981. március 2-án.